# تزاتزیکی
تزاتزیکی (یونانی: τζατζίκι، tzatzíki) که با نام جاجیک (به ترکی استانبولی: cacık) یا تاراتور نیز شناخته می‌شود، نوعی دیپ، سوپ یا سس است که در غذاهای جنوب شرقی اروپا و غرب آسیا یافت می‌شود. این غذا از ماست چکیده نمکی یا ماست رقیق‌شده مخلوط با خیار، سیر، نمک، روغن زیتون، سرکه شراب قرمز، گاهی با آبلیمو و گیاهانی مانند شوید، نعناع، جعفری و زعتر تهیه می‌شود. این غذا به عنوان پیش‌غذای سرد (مزه)، مخلفات و به عنوان سس برای ساندویچ‌های سوولاکی و جیرو و سایر غذاها سرو می‌شود.

## ریشه‌شناسی
کلمه تزاتزیکی در اواسط قرن بیستم به عنوان یک وام‌واژه از یونانی نوین (τζατζίκι) در انگلیسی ظاهر شد که به نوبهٔ خود از کلمه ترکی جاجیک (cacık) گرفته شده است. ریشهٔ این کلمه احتمالاً به چندین کلمه در زبان‌های آسیای غربی مربوط می‌شود. در فارسی ژاژ به گیاهان مختلفی که برای پخت و پز استفاده می‌شوند اشاره دارد و جاج یا ژاژ در کردی به گیاه زیره سیاه اشاره دارد. این کلمه با پسوند مصغر ترکی -cık ترکیب شده و cacık را می‌سازد. این کلمه ممکن است با یک کلمه ارمنی به نام cacıg مرتبط باشد. به گفته سوان نشانیان، خود کلمه ارمنی ممکن است از ترکی یا کردی آمده باشد.
کلمهٔ تاراتور که در زبان‌های بالکان تا شام یافت می‌شود، ممکن است ریشهٔ فارسی داشته باشد و اشکال مشتق شده آن اکنون در تعدادی از کشورها یافت می‌شود.

## تاریخچه
یونانیان از دوران باستان از چاشنی‌های ماست استفاده می‌کرده‌اند. یکی از این نمونه‌ها اوکسیگالا (به یونانی: οξύγαλα)، یک چاشنی ماست‌مانند است که با عسل یا روغن زیتون و گیاهان یا چاشنی‌های مورد استفاده ترکیب می‌شد. در دوران مدرن‌تر، غذایی به نام تاراتور در امپراتوری عثمانی وجود داشت که از گردوی آسیاب شده و سرکه تهیه می‌شد. غذاهای مختلف در منطقه، از جمله دیپ‌ها، سالادها و سس‌ها، این نام را به خود گرفتند. در شام، تاراتور سسی بر پایه ارده است، در حالی که در ترکیه و بالکان به ترکیبی از ماست و خیار، گاهی با گردو، اطلاق می‌شد. این سس به یک بخش سنتی یا پایه‌ای مزه تبدیل شده است.

## انواع

### یونان

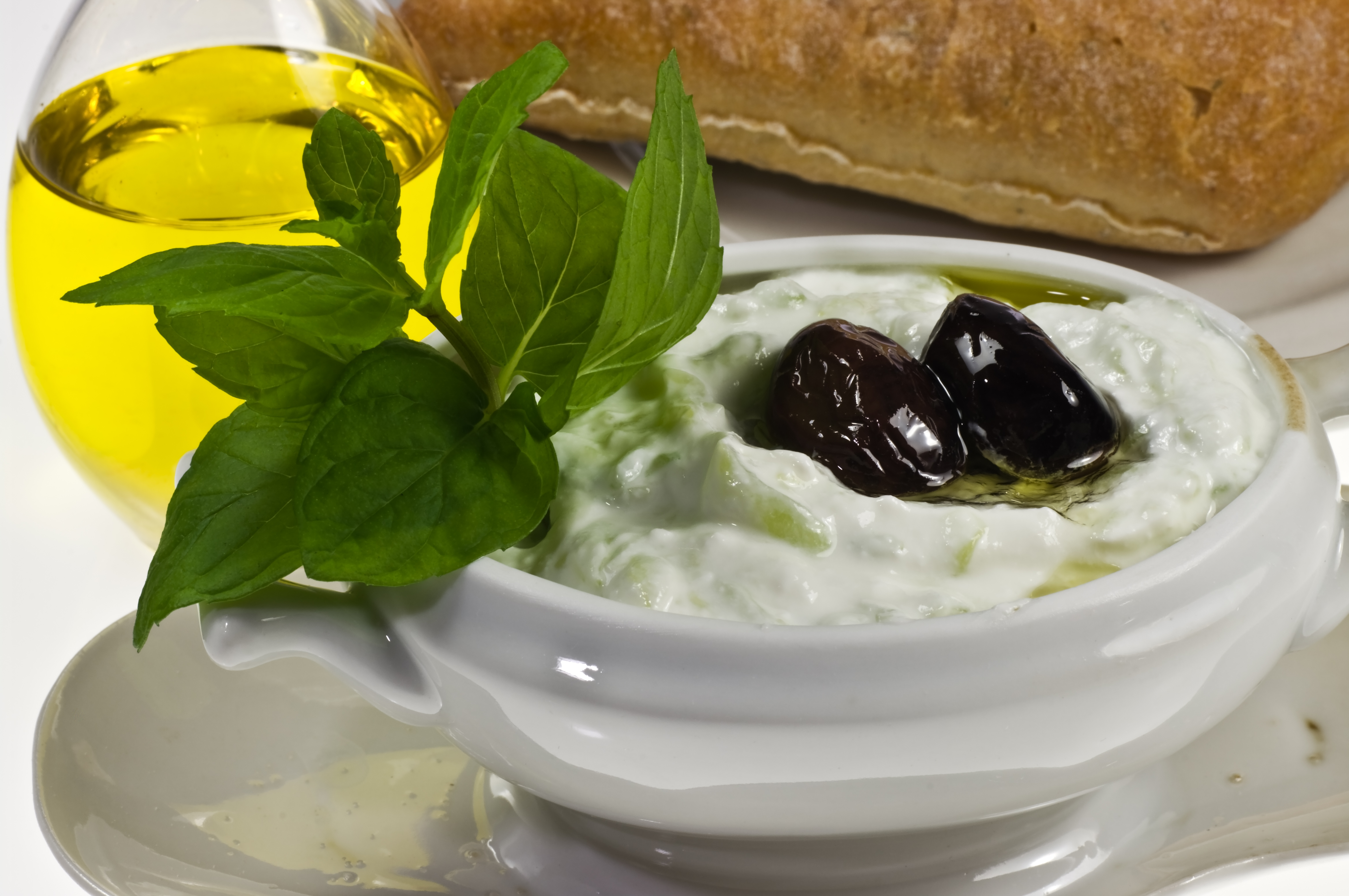
تزاتزیکی با زیتون و چاشنی نعناع، به عنوان مزه سرو می‌شود

سس تزاتزیکی به سبک یونانی معمولاً به عنوان مزه سرو می‌شود و با نان پیتا، زیتون، بادمجان سرخ‌شده، کدو سبز یا سایر سبزیجات خورده می‌شود. همچنین برای غذاهایی مانند جیرو یا سوولاکی و دیگر غذاهای یونانی استفاده می‌شود.
تزاتزیکی معمولاً از ماست چکیده (معمولاً از شیر گوسفند یا بز) با خیار، سیر، نمک، روغن زیتون، سرکه، شوید، نعناع و جعفری تهیه می‌شود.

### ترکیه

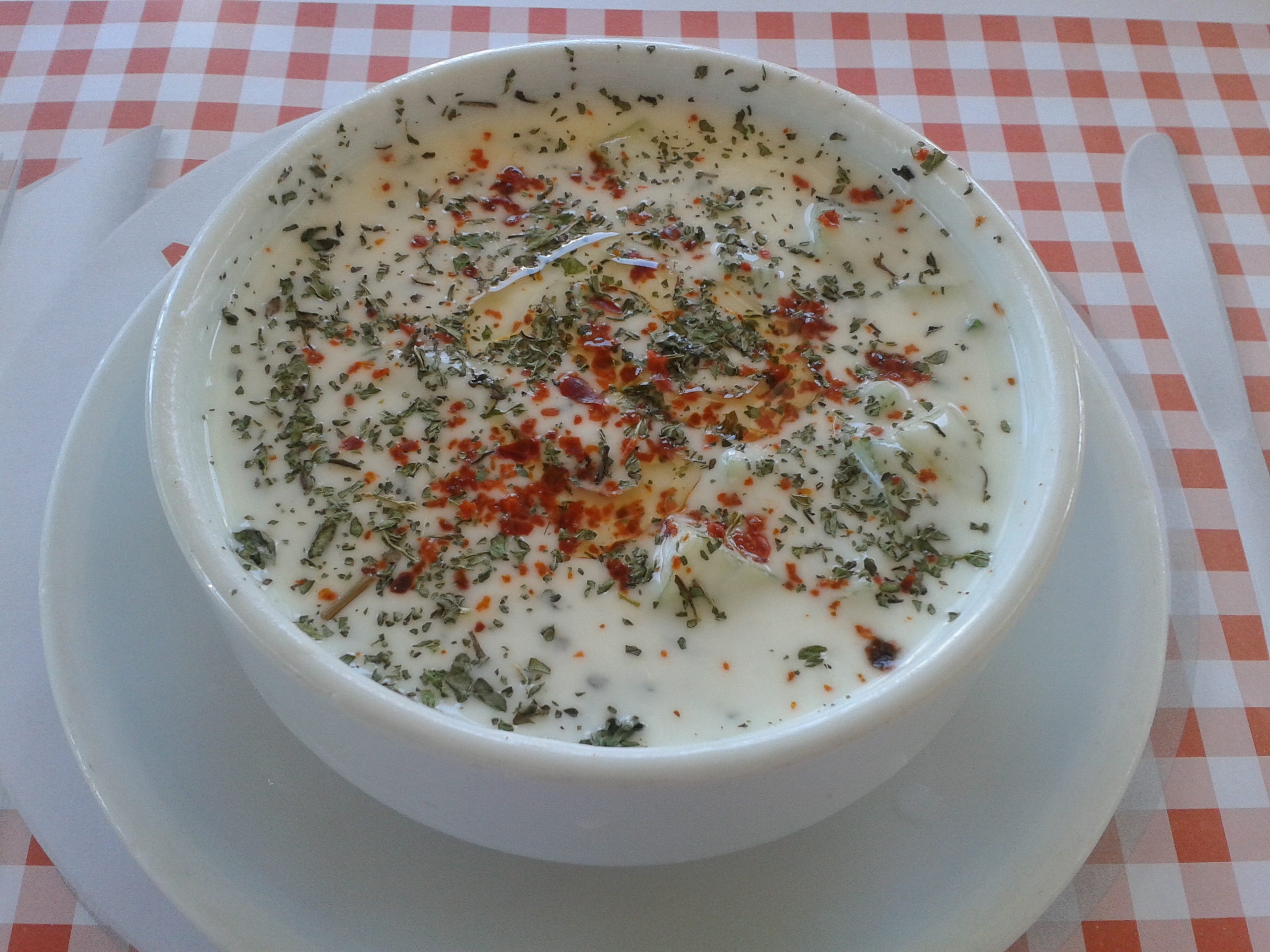
جاجیک ترکی با طعم فلفل حلب و نعنا

جاجیک ترکی با ترکیب آب و ماست به همراه سیر و ترکیبات مختلف سبزیجات و گیاهان تهیه می‌شود. می‌توان به جای مقداری از ماست، از لبنه استفاده کرد.
جاجیک ترکی نیز انواع مختلفی دارد؛ در دستورهای مختلف از گندم، هویج، پیازچه، نعنا، تربچه، فلفل قرمز، جعفری، شوید، ریحان، قندرون، سرکه، گردو، فندق و چغاله‌بادام استفاده می‌شود.

### بالکان

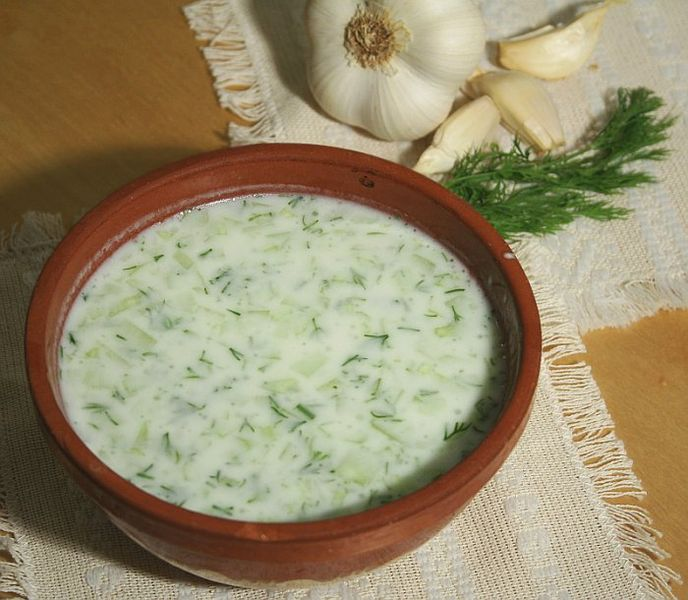
تاراتور بلغاری به عنوان سوپ سرو می‌شود

تاراتور در بسیاری از کشورهای بالکان یافت می‌شود. این سوپ اغلب به عنوان یک سوپ سرد که در تابستان محبوب است، تهیه می‌شود. این سوپ از ماست، خیار، سیر، گردو، شوید، روغن نباتی و آب تهیه می‌شود و به صورت سرد یا حتی با یخ سرو می‌شود. در انواع محلی ممکن است ماست با آب و سرکه جایگزین شود، آجیل یا شوید حذف شود یا نان اضافه شود. خیارها در موارد نادر ممکن است با کاهو یا هویج جایگزین شوند.
در بلغارستان، تاراتور یک مزه (پیش‌غذا) محبوب است، اما به عنوان یک غذای فرعی همراه با سالاد شوپسکا با برخی از غذاها نیز سرو می‌شود. روغن آفتابگردان و روغن زیتون بیشتر استفاده می‌شوند و گاهی گردو حذف می‌شود. تاراتور با سیر و شوید طعم‌دار می‌شود که هر دو را می‌توان حذف کرد.
در آلبانی، تاراتور یک غذای بسیار محبوب در تابستان است. این غذا معمولاً سرد سرو می‌شود و معمولاً از ماست، سیر، جعفری، خیار، نمک و روغن زیتون تهیه می‌شود. ماهی مرکب سرخ شده اغلب با تاراتور سرو می‌شود.

### قبرس
در قبرس، این غذا با نام ταλαττούρι ("تالاتوری") شناخته می‌شود. و شبیه به دستور پخت یونانی است ولی با طعم نعنا برجسته‌تر و آبلیمو برای اسیدیتهٔ اضافه.
تالاتوری از ماست چکیده، خیار ورقه شده، حبه‌های سیر خرد شده و آبلیمو تهیه می‌شود و روی آن نعنای خشک، پونه کوهی یا روغن زیتون می‌ریزند.

### خاورمیانه
در عراق، جاجیک اغلب به عنوان مزه سرو می‌شود. ممکن است با نوشیدنی‌های الکلی، به ویژه عرق، نوشیدنی شبیه اوزو که از انیسون تهیه می‌شود، همراه باشد. در ایران، یک نمونهٔ مشابه این چاشنی به نام ماست و خیار وجود دارد.
در عربستان به سَلَطَة خِیار باللَّبَن معروف است که از ماست و خیار درست می‌شود.

## غذاهای مشابه
یک غذای مشابه در کوه‌های قفقاز به نام اوودوخ وجود دارد که به جای ماست از کفیر استفاده می‌کند. این کفیر را می‌توان روی مخلوطی از سبزیجات، تخم مرغ و ژامبون ریخت تا نوعی آکروشکا ایجاد شود که گاهی به آن «آکروشکای قفقازی» می‌گویند.
میزریا یک غذای لهستانی از خیارهای ورقه شده مخلوط با خامه ترش یا یکی دیگر از فرآورده‌های شیر تخمیر شده، اغلب گیاهان (مانند شوید یا پیازچه) و چاشنی‌ها است که معمولاً به عنوان یک سالاد خوش طعم یا شیرین در کنار غذاهای شام عادی سرو می‌شود.
در جنوب آسیا، غذایی مشابه با ماست، خیار، نمک و زیره آسیاب شده (گاهی پیاز نیز به آن اضافه می‌شود) به نام رایتا تهیه می‌شود.
در ایران، آش دوغ نوع دیگری از سوپ ماست است که به جای خیار، از انواع سبزیجات معطر مانند ریحان، تره، نعناع، فلفل سیاه و کشمش استفاده می‌شود. در این سبک، گاهی چیپس نان خشک، آجیل خرد شده یا کشمش قبل از سرو اضافه می‌شود.